# Thaumantis noureddin
Thaumantis noureddin е вид пеперуда от семейство Многоцветници (Nymphalidae). Видът не е застрашен от изчезване.

## Разпространение
Разпространен е в Индонезия (Калимантан и Суматра), Малайзия (Западна Малайзия, Сабах и Саравак) и Сингапур.